# Tsubomi (actrice pornographique)
Pour les articles homonymes, voir Tsubomi.
Tsubomi (つぼみ) est une idole de la vidéo pour adultes et actrice de films pornographiques japonaise née le 25 décembre 1987 à Yamaguchi. En mai 2014, elle était apparue dans plus de 1 300 vidéos pour adultes, dont plus de la moitié est des compilations.

## Biographie
Tsubomi est née le 25 décembre 1987 à Yamaguchi,.

## Filmographie

### Vidéo
| Date de sortie | Titre                                                         | Compagnie                   | Réalisateur    | Notes                                                                                        |
| -------------- | ------------------------------------------------------------- | --------------------------- | -------------- | -------------------------------------------------------------------------------------------- |
| 2006-04-19     | Barely Pixelated Newcomer Tsubomi 新人ギリギリモザイク つぼみ | S1 ONED-415                 | Yūji Sakamoto  | Début                                                                                        |
| 2008-03-06     | SOD Rape Hospital The Premium SOD陵辱病棟 The プレミアム      | SOD SDMS-395                | Nampaou        | Avec Asami Sugiura, Nene, Akane Mochida, Hikari Hino, Anna Kosaka, Yuka Osawa et Rimu Himeno |
| 2008-11-19     | S-Cute Ex Special                                             | S-Cute AVGP-107             |                | Avec ICHIKA, Nurie Mihana, Anri Kawai, Mimi Kousaka et Kurara Iijima                         |
| 2008-11-22     | Tsubomi - Semen Club 蕾に滴る野蛮な汁                         | Waap Entertainment AVGP-148 | Takuan         |                                                                                              |
| 2009-04-18     | HyperTrophy Genitals Girl 肥大化性器少女                      | SOD SDMS-725                | Noboru Iguchi  |                                                                                              |
| 2009-04-19     | House of Rope 縄の家 緊縛絵師と背徳姉妹                       | Dogma DDT-229               | TOHJIRO        | Avec Mayura Hoshitsuki                                                                       |
| 2009-12-05     | Female Announcer Facial Cumshot! 女子アナに顔射！             | Rocket RCT-168              | Uzumaki Sasaki | Avec Maria Ozawa, Maki Hojo et Rui Saotome                                                   |
| 2009-12-19     | M-Drug Tsubomi Mドラッグ つぼみ                               | Dogma DDT-263               | TOHJIRO        |                                                                                              |
| 2010-07-13     | Semen Drunken Master ザーメン酔拳                             | Moodyz Gati MIGD-343        | Alala Kurosawa |                                                                                              |